# Chernobyl Heart
Chernobyl Heart ist ein US-amerikanischer Dokumentarfilm aus dem Jahr 2003.

## Handlung
Der Film zeigt die Arbeit des Chernobyl Children’s Project International, ein von der UNO unterstütztem Projekt der Irin Adi Roche, das die Auswirkungen des Reaktorunglücks von Tschernobyl auf die Gesundheit der Kinder untersucht.

## Auszeichnungen
- 2004 wurde der Film in der Kategorie Bester Dokumentar-Kurzfilm mit dem Oscar ausgezeichnet.
- Der Film wurde 2005 für einen Emmy nominiert (News & Documentary Emmy Award im Bereich Kamera)

## Hintergrund
Der Film hatte seine Premiere am 22. August 2003 beim InFact Film Festival.